# ماغدالينا لامبارسكا
ماغدالينا لامبارسكا هي ممثلة بولندية ولدت في 6 يناير 1988، شاركت في فيلم 365 يوم (فيلم) و365 يوم: هذا اليوم.

## روابط خارجية
- ماغدالينا لامبارسكا على موقع IMDb (الإنجليزية)
- ماغدالينا لامبارسكا على موقع قاعدة بيانات الفيلم (الإنجليزية)
- ماغدالينا لامبارسكا على موقع كينوبويسك (الروسية)